# Curling nos Jogos Olímpicos de Inverno de 2018 - Duplas mistas
As competições de duplas mistas do curling nos Jogos Olímpicos de Inverno de 2018 ocorreram no Centro de Curling Gangneung entre 8 e 13 de fevereiro. Oito duplas se classificaram para a edição inaugural do evento, que foi disputado num sistema de todos contra todos na primeira fase, classificando as quatro melhores equipes para a fase final.
Originalmente a medalha de bronze foi conquistada por Alexander Krushelnitskiy e Anastasia Bryzgalova, representando os Atletas Olímpicos da Rússia, mas foram desclassificados em 22 de fevereiro de 2018 após Krushelnitskiy ter sido flagrado no teste antidoping por uso de meldonium. Kristin Skaslien e Magnus Nedregotten, da Noruega, herdaram a medalha.

## Medalhistas
|  | CAN Canadá                |  | SUI Suíça                |  | NOR Noruega                         |
|  | Kaitlyn Lawes John Morris |  | Jenny Perret Martin Rios |  | Kristin Skaslien Magnus Nedregotten |

## Equipes
| OAR Atletas Olímpicos da Rússia                              | CAN Canadá                                | CHN China                                          | KOR Coreia do Sul                       |
| ------------------------------------------------------------ | ----------------------------------------- | -------------------------------------------------- | --------------------------------------- |
| Mulher: Anastasia Bryzgalova Homem: Alexander Krushelnitskiy | Mulher: Kaitlyn Lawes Homem: John Morris  | Mulher: Wang Rui Homem: Ba Dexin                   | Mulher: Jang Hye-ji Homem: Lee Ki-jeong |
| USA Estados Unidos                                           | FIN Finlândia                             | NOR Noruega                                        | SUI Suíça                               |
| Mulher: Rebecca Hamilton Homem: Matt Hamilton                | Mulher: Oona Kauste Homem: Tomi Rantamäki | Mulher: Kristin Skaslien Homem: Magnus Nedregotten | Mulher: Jenny Perret Homem: Martin Rios |

## Primeira fase

### Classificação
|  | Equipes classificadas para as semifinais    |
|  | Equipes classificadas para o jogo desempate |
|  | Equipes eliminadas na primeira fase         |

| País                            | Duplas                                          | V | D | PF | PS | EV | EP | EB | ER | Arremesso (%) |
| ------------------------------- | ----------------------------------------------- | - | - | -- | -- | -- | -- | -- | -- | ------------- |
| CAN Canadá                      | Kaitlyn Lawes / John Morris                     | 6 | 1 | 52 | 26 | 29 | 20 | 0  | 9  | 80%           |
| SUI Suíça                       | Jenny Perret / Martin Rios                      | 5 | 2 | 45 | 33 | 29 | 26 | 0  | 10 | 71%           |
| OAR Atletas Olímpicos da Rússia | Anastasia Bryzgalova / Alexander Krushelnitskiy | 4 | 3 | 36 | 44 | 26 | 27 | 1  | 7  | 67%           |
| CHN China                       | Wang Rui / Ba Dexin                             | 4 | 3 | 47 | 42 | 27 | 27 | 1  | 6  | 72%           |
| NOR Noruega                     | Kristin Skaslien / Magnus Nedregotten           | 4 | 3 | 39 | 43 | 26 | 25 | 1  | 8  | 74%           |
| KOR Coreia do Sul               | Jang Hye-ji / Lee Ki-jeong                      | 2 | 5 | 42 | 47 | 26 | 26 | 1  | 7  | 67%           |
| USA Estados Unidos              | Rebecca Hamilton / Matt Hamilton                | 2 | 5 | 37 | 43 | 26 | 25 | 0  | 9  | 74%           |
| FIN Finlândia                   | Oona Kauste / Tomi Rantamäki                    | 1 | 6 | 35 | 53 | 23 | 29 | 0  | 6  | 67%           |

### Resultados
Todas as partidas seguem o horário local (UTC+9).
Primeira rodada
Quinta-feira, 8 de fevereiro, 9:05
| Pista A                                                       | LSFE    | 1 | 2 | 3 | 4 | 5 | 6 | 7 | 8 | 9 | 10 | Final |
| ------------------------------------------------------------- | ------- | - | - | - | - | - | - | - | - | - | -- | ----- |
| USA Estados Unidos (Hamilton / Hamilton)                      | Martelo | 3 | 0 | 1 | 1 | 2 | 0 | 2 | X |   |    | 9     |
| OAR Atletas Olímpicos da Rússia (Bryzgalova / Krushelnitskiy) |         | 0 | 2 | 0 | 0 | 0 | 1 | 0 | X |   |    | 3     |

| Pista B                              | LSFE    | 1 | 2 | 3 | 4 | 5 | 6 | 7 | 8 | 9 | 10 | Final |
| ------------------------------------ | ------- | - | - | - | - | - | - | - | - | - | -- | ----- |
| CAN Canadá (Lawes / Morris)          | Martelo | 1 | 0 | 3 | 0 | 2 | 0 | 0 | 0 |   |    | 6     |
| NOR Noruega (Skaslien / Nedregotten) |         | 0 | 3 | 0 | 1 | 0 | 2 | 1 | 2 |   |    | 9     |

| Pista C                            | LSFE    | 1 | 2 | 3 | 4 | 5 | 6 | 7 | 8 | 9 | 10 | Final |
| ---------------------------------- | ------- | - | - | - | - | - | - | - | - | - | -- | ----- |
| KOR Coreia do Sul (Jang / Lee)     |         | 3 | 1 | 1 | 0 | 0 | 0 | 4 | X |   |    | 9     |
| FIN Finlândia (Kauste / Rantamäki) | Martelo | 0 | 0 | 0 | 1 | 2 | 1 | 0 | X |   |    | 4     |

| Pista D                   | LSFE    | 1 | 2 | 3 | 4 | 5 | 6 | 7 | 8 | 9 | 10 | Final |
| ------------------------- | ------- | - | - | - | - | - | - | - | - | - | -- | ----- |
| CHN China (Wang / Ba)     | Martelo | 1 | 0 | 0 | 2 | 0 | 1 | 0 | 1 | 0 |    | 5     |
| SUI Suíça (Perret / Rios) |         | 0 | 1 | 1 | 0 | 1 | 0 | 2 | 0 | 2 |    | 7     |

Segunda rodada
Quinta-feira, 8 de fevereiro, 20:05
| Pista A                            | LSFE    | 1 | 2 | 3 | 4 | 5 | 6 | 7 | 8 | 9 | 10 | Final |
| ---------------------------------- | ------- | - | - | - | - | - | - | - | - | - | -- | ----- |
| FIN Finlândia (Kauste / Rantamäki) | Martelo | 0 | 0 | 2 | 0 | 0 | 2 | 2 | 0 |   |    | 6     |
| SUI Suíça (Perret / Rios)          |         | 2 | 1 | 0 | 2 | 1 | 0 | 0 | 1 |   |    | 7     |

| Pista B                        | LSFE    | 1 | 2 | 3 | 4 | 5 | 6 | 7 | 8 | 9 | 10 | Final |
| ------------------------------ | ------- | - | - | - | - | - | - | - | - | - | -- | ----- |
| KOR Coreia do Sul (Jang / Lee) |         | 0 | 1 | 0 | 0 | 4 | 0 | 2 | 0 | 0 |    | 7     |
| CHN China (Wang / Ba)          | Martelo | 2 | 0 | 3 | 1 | 0 | 1 | 0 | 0 | 1 |    | 8     |

| Pista C                                                       | LSFE    | 1 | 2 | 3 | 4 | 5 | 6 | 7 | 8 | 9 | 10 | Final |
| ------------------------------------------------------------- | ------- | - | - | - | - | - | - | - | - | - | -- | ----- |
| OAR Atletas Olímpicos da Rússia (Bryzgalova / Krushelnitskiy) |         | 0 | 1 | 0 | 1 | 1 | 0 | 0 | 1 |   |    | 4     |
| NOR Noruega (Skaslien / Nedregotten)                          | Martelo | 0 | 0 | 1 | 0 | 0 | 1 | 1 | 0 |   |    | 3     |

| Pista D                                  | LSFE    | 1 | 2 | 3 | 4 | 5 | 6 | 7 | 8 | 9 | 10 | Final |
| ---------------------------------------- | ------- | - | - | - | - | - | - | - | - | - | -- | ----- |
| USA Estados Unidos (Hamilton / Hamilton) | Martelo | 1 | 0 | 1 | 0 | 0 | 1 | 1 | 0 |   |    | 4     |
| CAN Canadá (Lawes / Morris)              |         | 0 | 1 | 0 | 1 | 3 | 0 | 0 | 1 |   |    | 6     |

Terceira rodada
Sexta-feira, 9 de fevereiro, 8:35
| Pista A                              | LSFE    | 1 | 2 | 3 | 4 | 5 | 6 | 7 | 8 | 9 | 10 | Final |
| ------------------------------------ | ------- | - | - | - | - | - | - | - | - | - | -- | ----- |
| KOR Coreia do Sul (Jang / Lee)       |         | 0 | 0 | 0 | 1 | 0 | 2 | 0 | X |   |    | 3     |
| NOR Noruega (Skaslien / Nedregotten) | Martelo | 1 | 3 | 1 | 0 | 1 | 0 | 2 | X |   |    | 8     |

| Pista B                                  | LSFE    | 1 | 2 | 3 | 4 | 5 | 6 | 7 | 8 | 9 | 10 | Final |
| ---------------------------------------- | ------- | - | - | - | - | - | - | - | - | - | -- | ----- |
| USA Estados Unidos (Hamilton / Hamilton) | Martelo | 1 | 1 | 0 | 1 | 0 | 0 | 1 | 0 |   |    | 4     |
| SUI Suíça (Perret / Rios)                |         | 0 | 0 | 1 | 0 | 1 | 1 | 0 | 6 |   |    | 9     |

| Pista C                     | LSFE    | 1 | 2 | 3 | 4 | 5 | 6 | 7 | 8 | 9 | 10 | Final |
| --------------------------- | ------- | - | - | - | - | - | - | - | - | - | -- | ----- |
| CHN China (Wang / Ba)       |         | 0 | 2 | 0 | 1 | 0 | 1 | 0 | X |   |    | 4     |
| CAN Canadá (Lawes / Morris) | Martelo | 3 | 0 | 4 | 0 | 1 | 0 | 2 | X |   |    | 10    |

| Pista D                                                       | LSFE    | 1 | 2 | 3 | 4 | 5 | 6 | 7 | 8 | 9 | 10 | Final |
| ------------------------------------------------------------- | ------- | - | - | - | - | - | - | - | - | - | -- | ----- |
| OAR Atletas Olímpicos da Rússia (Bryzgalova / Krushelnitskiy) |         | 0 | 0 | 4 | 0 | 1 | 2 | 0 | X |   |    | 7     |
| FIN Finlândia (Kauste / Rantamäki)                            | Martelo | 2 | 1 | 0 | 1 | 0 | 0 | 1 | X |   |    | 5     |

Quarta rodada
Sexta-feira, 9 de fevereiro, 13:35
| Pista A                            | LSFE    | 1 | 2 | 3 | 4 | 5 | 6 | 7 | 8 | 9 | 10 | Final |
| ---------------------------------- | ------- | - | - | - | - | - | - | - | - | - | -- | ----- |
| CAN Canadá (Lawes / Morris)        |         | 1 | 0 | 1 | 1 | 0 | 5 | X | X |   |    | 8     |
| FIN Finlândia (Kauste / Rantamäki) | Martelo | 0 | 1 | 0 | 0 | 1 | 0 | X | X |   |    | 2     |

| Pista B                                                       | LSFE    | 1 | 2 | 3 | 4 | 5 | 6 | 7 | 8 | 9 | 10 | Final |
| ------------------------------------------------------------- | ------- | - | - | - | - | - | - | - | - | - | -- | ----- |
| CHN China (Wang / Ba)                                         |         | 0 | 0 | 0 | 3 | 0 | 0 | 1 | 1 | 0 |    | 5     |
| OAR Atletas Olímpicos da Rússia (Bryzgalova / Krushelnitskiy) | Martelo | 1 | 1 | 1 | 0 | 1 | 1 | 0 | 0 | 1 |    | 6     |

| Pista C                                  | LSFE    | 1 | 2 | 3 | 4 | 5 | 6 | 7 | 8 | 9 | 10 | Final |
| ---------------------------------------- | ------- | - | - | - | - | - | - | - | - | - | -- | ----- |
| USA Estados Unidos (Hamilton / Hamilton) |         | 0 | 1 | 0 | 0 | 0 | 0 | X | X |   |    | 1     |
| KOR Coreia do Sul (Jang / Lee)           | Martelo | 2 | 0 | 2 | 3 | 1 | 1 | X | X |   |    | 9     |

| Pista D                              | LSFE    | 1 | 2 | 3 | 4 | 5 | 6 | 7 | 8 | 9 | 10 | Final |
| ------------------------------------ | ------- | - | - | - | - | - | - | - | - | - | -- | ----- |
| SUI Suíça (Perret / Rios)            |         | 1 | 0 | 0 | 2 | 1 | 0 | 1 | 0 |   |    | 5     |
| NOR Noruega (Skaslien / Nedregotten) | Martelo | 0 | 3 | 1 | 0 | 0 | 1 | 0 | 1 |   |    | 6     |

Quinta rodada
Sábado, 10 de fevereiro, 9:05
| Pista A                                  | LSFE    | 1 | 2 | 3 | 4 | 5 | 6 | 7 | 8 | 9 | 10 | Final |
| ---------------------------------------- | ------- | - | - | - | - | - | - | - | - | - | -- | ----- |
| CHN China (Wang / Ba)                    | Martelo | 0 | 1 | 0 | 1 | 1 | 1 | 0 | 2 |   |    | 6     |
| USA Estados Unidos (Hamilton / Hamilton) |         | 2 | 0 | 1 | 0 | 0 | 0 | 1 | 0 |   |    | 4     |

| Pista B                              | LSFE    | 1 | 2 | 3 | 4 | 5 | 6 | 7 | 8 | 9 | 10 | Final |
| ------------------------------------ | ------- | - | - | - | - | - | - | - | - | - | -- | ----- |
| NOR Noruega (Skaslien / Nedregotten) |         | 1 | 0 | 1 | 0 | 3 | 0 | 1 | 0 | 1 |    | 7     |
| FIN Finlândia (Kauste / Rantamäki)   | Martelo | 0 | 2 | 0 | 1 | 0 | 2 | 0 | 1 | 0 |    | 6     |

| Pista C                     | LSFE    | 1 | 2 | 3 | 4 | 5 | 6 | 7 | 8 | 9 | 10 | Final |
| --------------------------- | ------- | - | - | - | - | - | - | - | - | - | -- | ----- |
| CAN Canadá (Lawes / Morris) | Martelo | 0 | 4 | 0 | 1 | 1 | 1 | X | X |   |    | 7     |
| SUI Suíça (Perret / Rios)   |         | 1 | 0 | 1 | 0 | 0 | 0 | X | X |   |    | 2     |

| Pista D                                                       | LSFE    | 1 | 2 | 3 | 4 | 5 | 6 | 7 | 8 | 9 | 10 | Final |
| ------------------------------------------------------------- | ------- | - | - | - | - | - | - | - | - | - | -- | ----- |
| KOR Coreia do Sul (Jang / Lee)                                |         | 1 | 0 | 1 | 0 | 0 | 1 | 0 | 2 | 0 |    | 5     |
| OAR Atletas Olímpicos da Rússia (Bryzgalova / Krushelnitskiy) | Martelo | 0 | 1 | 0 | 2 | 1 | 0 | 1 | 0 | 1 |    | 6     |

Sexta rodada
Sábado, 10 de fevereiro, 20:05
| Pista A                                                       | LSFE    | 1 | 2 | 3 | 4 | 5 | 6 | 7 | 8 | 9 | 10 | Final |
| ------------------------------------------------------------- | ------- | - | - | - | - | - | - | - | - | - | -- | ----- |
| OAR Atletas Olímpicos da Rússia (Bryzgalova / Krushelnitskiy) |         | 0 | 0 | 1 | 0 | 1 | 0 | X | X |   |    | 2     |
| CAN Canadá (Lawes / Morris)                                   | Martelo | 3 | 1 | 0 | 2 | 0 | 2 | X | X |   |    | 8     |

| Pista B                        | LSFE    | 1 | 2 | 3 | 4 | 5 | 6 | 7 | 8 | 9 | 10 | Final |
| ------------------------------ | ------- | - | - | - | - | - | - | - | - | - | -- | ----- |
| SUI Suíça (Perret / Rios)      | Martelo | 2 | 1 | 0 | 1 | 1 | 0 | 1 | 0 |   |    | 6     |
| KOR Coreia do Sul (Jang / Lee) |         | 0 | 0 | 1 | 0 | 0 | 1 | 0 | 2 |   |    | 4     |

| Pista C                                  | LSFE    | 1 | 2 | 3 | 4 | 5 | 6 | 7 | 8 | 9 | 10 | Final |
| ---------------------------------------- | ------- | - | - | - | - | - | - | - | - | - | -- | ----- |
| NOR Noruega (Skaslien / Nedregotten)     |         | 0 | 3 | 0 | 0 | 0 | 0 | X | X |   |    | 3     |
| USA Estados Unidos (Hamilton / Hamilton) | Martelo | 1 | 0 | 1 | 4 | 1 | 3 | X | X |   |    | 10    |

| Pista D                            | LSFE    | 1 | 2 | 3 | 4 | 5 | 6 | 7 | 8 | 9 | 10 | Final |
| ---------------------------------- | ------- | - | - | - | - | - | - | - | - | - | -- | ----- |
| FIN Finlândia (Kauste / Rantamäki) | Martelo | 0 | 3 | 0 | 1 | 0 | 1 | 0 | X |   |    | 5     |
| CHN China (Wang / Ba)              |         | 3 | 0 | 1 | 0 | 4 | 0 | 2 | X |   |    | 10    |

Sétima rodada
Domingo, 11 de fevereiro, 9:05
| Pista A                              | LSFE    | 1 | 2 | 3 | 4 | 5 | 6 | 7 | 8 | 9 | 10 | Final |
| ------------------------------------ | ------- | - | - | - | - | - | - | - | - | - | -- | ----- |
| NOR Noruega (Skaslien / Nedregotten) |         | 0 | 1 | 1 | 0 | 1 | 0 | X | X |   |    | 3     |
| CHN China (Wang / Ba)                | Martelo | 1 | 0 | 0 | 3 | 0 | 5 | X | X |   |    | 9     |

| Pista B                                  | LSFE    | 1 | 2 | 3 | 4 | 5 | 6 | 7 | 8 | 9 | 10 | Final |
| ---------------------------------------- | ------- | - | - | - | - | - | - | - | - | - | -- | ----- |
| FIN Finlândia (Kauste / Rantamäki)       |         | 1 | 0 | 0 | 1 | 1 | 0 | 4 | 0 |   |    | 7     |
| USA Estados Unidos (Hamilton / Hamilton) | Martelo | 0 | 1 | 1 | 0 | 0 | 1 | 0 | 2 |   |    | 5     |

| Pista C                                                       | LSFE    | 1 | 2 | 3 | 4 | 5 | 6 | 7 | 8 | 9 | 10 | Final |
| ------------------------------------------------------------- | ------- | - | - | - | - | - | - | - | - | - | -- | ----- |
| SUI Suíça (Perret / Rios)                                     | Martelo | 0 | 2 | 0 | 0 | 2 | 2 | 0 | 3 |   |    | 9     |
| OAR Atletas Olímpicos da Rússia (Bryzgalova / Krushelnitskiy) |         | 2 | 0 | 4 | 1 | 0 | 0 | 1 | 0 |   |    | 8     |

| Pista D                        | LSFE    | 1 | 2 | 3 | 4 | 5 | 6 | 7 | 8 | 9 | 10 | Final |
| ------------------------------ | ------- | - | - | - | - | - | - | - | - | - | -- | ----- |
| CAN Canadá (Lawes / Morris)    |         | 1 | 1 | 0 | 2 | 1 | 0 | 2 | X |   |    | 7     |
| KOR Coreia do Sul (Jang / Lee) | Martelo | 0 | 0 | 2 | 0 | 0 | 1 | 0 | X |   |    | 3     |

### Jogo desempate
Domingo, 11 de fevereiro, 20:05
| Pista B                              | LSFE    | 1 | 2 | 3 | 4 | 5 | 6 | 7 | 8 | 9 | 10 | Final |
| ------------------------------------ | ------- | - | - | - | - | - | - | - | - | - | -- | ----- |
| CHN China (Wang / Ba)                | Martelo | 2 | 0 | 1 | 0 | 2 | 0 | 2 | 0 |   |    | 7     |
| NOR Noruega (Skaslien / Nedregotten) |         | 0 | 3 | 0 | 1 | 0 | 4 | 0 | 1 |   |    | 9     |

## Fase final
|  | Semifinal                       | Semifinal              |   |                       | Final                                 | Final |  |
|  |                                 |                        |   |                       |                                       |       |  |
|  | 12 de fevereiro, 9:05           |                        |   |                       |                                       |       |  |
|  | CAN Canadá                      | 8                      |   |                       |                                       |       |  |
|  | NOR Noruega                     | 4                      |   |                       |                                       |       |  |
|  |                                 |                        |   |                       |                                       |       |  |
|  |                                 |                        |   |                       | 13 de fevereiro, 20:05                |       |  |
|  |                                 |                        |   |                       | CAN Canadá                            | 10    |  |
|  |                                 | SUI Suíça              | 3 |                       |                                       |       |  |
|  |                                 |                        |   |                       |                                       |       |  |
|  |                                 |                        |   |                       |                                       |       |  |
|  |                                 |                        |   |                       | Disputa pelo bronze                   |       |  |
|  | 12 de fevereiro, 20:05          | 12 de fevereiro, 20:05 |   | 13 de fevereiro, 9:05 | 13 de fevereiro, 9:05                 |       |  |
|  | SUI Suíça                       | 7                      |   | NOR Noruega           | 4                                     |       |  |
|  | OAR Atletas Olímpicos da Rússia | 5                      |   |                       | OAR Atletas Olímpicos da Rússia (DSQ) | 8     |  |

### Semifinais
Segunda-feira, 12 de fevereiro, 9:05
| Pista A                              | LSFE    | 1 | 2 | 3 | 4 | 5 | 6 | 7 | 8 | 9 | 10 | Final |
| ------------------------------------ | ------- | - | - | - | - | - | - | - | - | - | -- | ----- |
| CAN Canadá (Lawes / Morris)          | Martelo | 2 | 0 | 0 | 1 | 2 | 0 | 3 | X |   |    | 8     |
| NOR Noruega (Skaslien / Nedregotten) |         | 0 | 1 | 1 | 0 | 0 | 2 | 0 | X |   |    | 4     |

Segunda-feira, 12 de fevereiro, 20:05
| Pista C                                                       | LSFE    | 1 | 2 | 3 | 4 | 5 | 6 | 7 | 8 | 9 | 10 | Final |
| ------------------------------------------------------------- | ------- | - | - | - | - | - | - | - | - | - | -- | ----- |
| OAR Atletas Olímpicos da Rússia (Bryzgalova / Krushelnitskiy) |         | 0 | 2 | 0 | 0 | 2 | 1 | 0 | 0 |   |    | 5     |
| SUI Suíça (Perret / Rios)                                     | Martelo | 2 | 0 | 1 | 1 | 0 | 0 | 2 | 1 |   |    | 7     |

### Disputa pelo bronze
Terça-feira, 13 de fevereiro, 9:05
| Pista B                                                       | LSFE    | 1 | 2 | 3 | 4 | 5 | 6 | 7 | 8 | 9 | 10 | Final |
| ------------------------------------------------------------- | ------- | - | - | - | - | - | - | - | - | - | -- | ----- |
| OAR Atletas Olímpicos da Rússia (Bryzgalova / Krushelnitskiy) | Martelo | 2 | 1 | 0 | 2 | 0 | 1 | 1 | 1 |   |    | 8     |
| NOR Noruega (Skaslien / Nedregotten)                          |         | 0 | 0 | 2 | 0 | 2 | 0 | 0 | 0 |   |    | 4     |

### Final
Terça-feira, 13 de fevereiro, 20:05
| Pista B                     | LSFE    | 1 | 2 | 3 | 4 | 5 | 6 | 7 | 8 | 9 | 10 | Final |
| --------------------------- | ------- | - | - | - | - | - | - | - | - | - | -- | ----- |
| CAN Canadá (Lawes / Morris) | Martelo | 2 | 0 | 4 | 0 | 2 | 2 | X | X |   |    | 10    |
| SUI Suíça (Perret / Rios)   |         | 0 | 2 | 0 | 1 | 0 | 0 | X | X |   |    | 3     |